# شهرستان یونیون (آرکانزاس)
شهرستان یونیون، آرکانزاس (به انگلیسی: Union County, Arkansas) شهرستانی در ایالات متحده آمریکا است که در آرکانزاس واقع شده‌است.

## خصوصیات
شهرستان یونیون ۲٬۷۳۲٫۴۵ کیلومترمربع مساحت دارد.